# Linda Fagerström
Linda Fagerström (* 17. März 1977 in Upplands Väsby) ist eine ehemalige schwedische Fußballspielerin. Die Mittelfeldspielerin bestritt 97 Länderspiele für die schwedische Frauennationalmannschaft und wurde mit der Auswahl bei der Weltmeisterschaft 2003 Vize-Weltmeisterin.

## Laufbahn
Fagerström begann ihre Laufbahn bei Hammarby IF. 2001 wechselte sie zu Djurgården/Älvsjös, dem späteren Djurgården Damfotboll. Mit dem Klub wurde sie 2003 und 2004 schwedische Meisterin, ehe sie nach Ende der Spielzeit 2006 ihre aktive Karriere beendete und begann, als Lehrerin zu arbeiten.
1997 debütierte Fagerström in der schwedischen Nationalmannschaft. Mit der Auswahl nahm sie an den Weltmeisterschaften 1999 und 2003 teil. Zudem gehörte sie zum Aufgebot bei den Olympischen Spielen 2004 und der Europameisterschaft 2001. In 97 Länderspielen erzielte sie sieben Tore.